# (4156) Okadanoboru
(4156) Okadanoboru (1988 BE) – planetoida z pasa głównego asteroid okrążająca Słońce w ciągu 4,44 lat w średniej odległości 2,7 j.a. Odkryta 16 stycznia 1988 roku.